# Alfons Welling
Alfons Welling (* 1948 in Lohne (Oldenburg)) ist ein deutscher Pädagoge und Hochschullehrer. Er ist seit 2011 emeritierter Professor für Erziehungswissenschaft unter besonderer Berücksichtigung der Behindertenpädagogik (Schwerpunkt: Sprachbehindertenpädagogik) an der Universität Hamburg.

## Werdegang
Nach dem Schulbesuch und dem 1969 erfolgten Ablegen des Abiturs in Meppen studierte er an der Universität Hildesheim mit dem Abschluss als Diplom-Pädagoge für das Lehramt an Grund-, Haupt- und Sonderschulen. Die Zweite Staatsprüfung legte er 1975 an der Schule für Lernbehinderte in Ihren ab. 1979 folgte das Anschluss im Lehramt für Sprach- und Lernbehindertenpädagogik an der Universität Hannover. Von 1982 bis 1987 war Alfons Welling wissenschaftlicher Mitarbeiter am Fachbereich Erziehungswissenschaften I an der Universität Hannover. Er war dort im Lehrgebiet Sprachbehindertenpädagogik tätig. Danach gab er Hausunterricht und Sprachsonderunterricht an Grundschulen. 1989 promovierte er an der Universität Hamburg mit der Dissertation Zeitliche Orientierung und sprachliches Handeln, handlungstheoretische Grundlegungen für ein pädagogisches Förderkonzept. Ab 1989 war er  wissenschaftlicher Assistent im Institut für Behindertenpädagogik der Universität Hamburg am Bereich Pädagogisch-psychologische Diagnostik.
Von 1992 bis 1998 war er Professor für Didaktik der Sprachbehindertenpädagogik an der Universität Köln.
1998 nahm er am Fachbereich Erziehungswissenschaft der Universität Hamburg die Professur für Sprachbehindertenpädagogik an. 2005 wurde aus dem Fachbereich die Fakultät für Erziehungswissenschaft, Psychologie und Bewegungswissenschaft. 2011 wurde er emeritiert.

## Schriften (Auswahl)
- Aussprachestörung und Schriftspracherwerb als pädagogisches Problem – Aspekte eines Konzeptes zur Förderung von Kindern mit sprachlicher Beeinträchtigung in der Schule. In: Die Sprachheilarbeit, 33 (1988), Heft 4, S. 167–177.
- Zeitliche Orientierung und sprachliches Handeln : handlungstheoretische Grundlegungen für ein pädagogisches Förderkonzept. Lang, Frankfurt am Main, Bern, New York, Paris 1990.
- Grußwort zum 10. Internationalen Kongreß für Myofunktionelle Therapie, Lüneburg 1992. In: D. Freiesleben, P. Helms (Hrsg.): Myofunktionelle Therapie bei orofacialen Dyskinesien. Kongreßberichte. Frankfurt/M. 1994, S. 12–13.
- Niklas und die Bobath-Therapie. Dokumentation einer Einzelfallstudie. Thieme, o. O. [Stuttgart] 2006.
- Einführung in die Sprachbehindertenpädagogik mit 11 Tabellen. E. Reinhardt, München, Basel 2006.
- (mit Giesela Ritter): 	Die 10 Prinzipien des Bobath-Konzepts in der Kinder-Therapie, Thieme, Stuttgart, New York 2008.
- (mit Giesela Ritter): Die 10 Prinzipien des Bobath-Konzepts in der Entwicklungsneurologie und Neurorehabilitation. 2., völlig neu bearb. und erw. Aufl., Castrop-Rauxel. Vereinigung der Bobath-Therapeuten Deutschlands, 2014.